# Momentos estelares de la humanidad
Momentos estelares de la humanidad es un libro de pasajes de historia novelados escrito por Stefan Zweig (Viena, 1881-Petrópolis, 1942) en 1927, y titulado en su primera edición Sternstunden der Menschheit. El libro fue ampliado de 5 a 14 esbozos histórico-narrativos en sucesivas ediciones hasta su versión final, la inglesa de 1940. En estos escritos, Stefan Zweig relata los momentos fugaces pero de suma importancia que cambiaron para siempre el transcurso de la historia.

## Composición
Se compone de los siguientes relatos históricos, precedidos de un prólogo del autor:
- "Cicerón, 15 de marzo de 44 antes de Cristo". (Sobre el asesinato del escritor, orador y senador de la República romana Cicerón, en comparación con el auge del nazismo)
- "La conquista de Bizancio. 29 de mayo de 1453." (La caída de Constantinopla en poder de los turcos otomanos, último resto del Imperio Romano, que dio inicio a la Edad Moderna)
- "Huida hacia la inmortalidad: El descubrimiento del océano Pacífico, 25 de septiembre de 1513." (Sobre el descubrimiento del mar del Sur por Vasco Núñez de Balboa)
- "La resurrección de Georg Friedrich Händel, 21 de agosto de 1741". (Sobre el derrame cerebral de Händel y cómo se sobrepuso y dio gracias en su oratorio El Mesías)
- "El genio de una noche: La Marsellesa, 25 de abril de 1792." (Sobre el origen del himno de la Revolución Francesa, compuesto por Rouget de Lisle)
- "El minuto universal de Waterloo: Napoleón, 18 de junio de 1815". (Cómo por una pequeña tardanza se perdió una batalla trascendental para Europa)
- "La Elegía de Marienbad: Goethe entre Karlsbad y Weimar, 5 de septiembre de 1823". (El momento en que Goethe se enamoró siendo ya viejo de una joven, que inspiró su famosa elegía)
- "El descubrimiento de El Dorado: J. A. Sutter, California, enero de 1848". (Sobre la Fiebre del oro en California y lo que supuso para la región)
- "Momento heroico: Dostoievski, San Petersburgo, plaza Semenovsk, 22 de diciembre de 1849". (En verso, sobre el fusilamiento simulado de Dostoievski por haber participado en el Círculo Petrashevski de socialistas utópicos)
- "La primera palabra a través del océano: Cyrus W. Field, 28 de julio de 1858" (Sobre el primer cable telegráfico marino tendido entre continentes).
- "La huida hacia Dios. Epílogo del drama inacabado de León Tolstoy La luz brilla en las tinieblas, finales de octubre de 1910". (Sobre la huida del hogar familiar y la muerte de Tolstoy)
- "La lucha por el Polo sur: El capitán Scott, 90 grados de latitud. 19 de enero de 1912". (Sobre el fracaso de la expedición inglesa de Robert Falcon Scott para llegar al Polo Sur)
- "El tren sellado: Lenin, 9 de abril de 1917". (Sobre cómo se conspiró para desestabilizar Rusia enviando en secreto al famoso revolucionario bolchevique exiliado Vladimir Ilich Ulianov)
- "Wilson fracasa, 15 de abril de 1919". (El fracaso del presidente de EE. UU. en lograr la paz en Europa y el de la Sociedad de Naciones que auspició para lograr la concordia mundial)